# Teatre Christiania
El Teatre Christiania, o Teatre Kristiania, va ser el millor escenari de Noruega per al drama parlat des del 4 d'octubre de 1836 (data d'obertura) fins a l'1 de setembre de 1899. Es trobava a Bankplassen al costat de la fortalesa d'Akershus al centre de Christiania. Va ser el primer teatre públic durador de Noruega i l'escenari nacional de Noruega i d'Oslo durant el segle xix.

## Història
El Christiania Theatre va ser el primer teatre públic a llarg termini a Oslo. El novembre de 1771 i febrer de 1772, Martin Nürenbach va fer un intent infructuós d'iniciar el primer teatre públic a Oslo. A part d'això, el teatre només va ser representat per la societat amateur privada Det Dramatiske Selskap a la sala de concerts Gevaexthuset, que no oferia representacions públiques, i per companyies de teatre estrangeres itinerants.
El primer teatre públic, el Christiania Offentlige Theatre, va ser inaugurat pel director de teatre suec Johan Peter Strömberg el gener de 1827. Aquest havia de ser el predecessor i l'origen del Teatre Christiania. Després que l'edifici es va incendiar el 5 de novembre de 1835, es va restaurar amb el nom de Teatre Christiania l'octubre de 1837.
Durant els anys següents, es va desenvolupar un àvid debat amb una forta crítica al domini danès de les arts. Christiania Theatre només va emprar actors danesos durant el seu primer període, per la qual cosa va ser criticat. La raó donada va ser que no hi havia una escola d'actuació a Noruega i que, per tant, els actors noruecs no eren prou bons. El conflicte de la llengua noruega sovint es va centrar en escriptors noruecs que a poc a poc van adoptar un vocabulari clarament noruec a la seva obra. Henrik Wergeland potser va ser el primer a fer-ho. El crític d'art Johan Sebastian Welhaven va ser un dels conservadors que es va enfrontar a les teories dels nacionalistes extrems. Finalment, la companyia danesa es va barrejar amb actors noruecs després de l'ocupació de l'actriu i prima dona noruega Laura Gundersen el 1849.
La fundació del primer teatre noruec a Oslo, Teatre noruec Christiania el 1852, va ser només un rival temporal, ja que es va veure obligat a tancar el 1862. El teatre es va crear com a contrapunt al teatre Christiania, dominat per la llengua danesa. Henrik Ibsen va ser director artístic del Teatre noruec Christiania des de la tardor de 1857, i va ser el director principal fins a la seva fallida el 1862.
A partir de 1856, el Teatre Christiania es va comprometre a donar feina a actors autòctons. El 1872, el noruec es va convertir en la llengua escènica. La famosa obra Peer Gynt d'Ibsen es va estrenar aquí el 1876, així com un gran nombre de produccions noruegues importants, incloses les produccions de l'altre bard nacional de Noruega en aquell moment, Bjørnstjerne Bjørnson. Durant la continuïtat de Peer Gynt, un incendi es va iniciar la nit d'actuació del 15 de gener de 1877, que va danyar molt el teatre, però, per sort, va ser reparat més tard. El Christiania Theatre va ser vist com l'escenari nacional de dramatúrgia de Noruega fins que es va inaugurar el Nationaltheatret l'1 de setembre de 1899, amb Bjorn Bjornson com a director de teatre i una gran part del conjunt del Christiania Theatre.